# L'Haÿ-les-Roses (tổng)
Tổng L'Haÿ-les-Roses là một tổng thuộc tỉnh Val-de-Marne trong vùng Île-de-France.

## Các xã
| Xã              | Dân số | Mã bưu chính | Mã insee |
| --------------- | ------ | ------------ | -------- |
| L'Haÿ-les-Roses | 29 660 | 94 240       | 94 038   |

## Thông tin nhân khẩu
| 1962                                                     | 1968   | 1975   | 1982   | 1990   | 1999   |
| -------------------------------------------------------- | ------ | ------ | ------ | ------ | ------ |
| 17 968                                                   | 24 352 | 31 412 | 29 568 | 29 746 | 29 660 |
| Nombre retenu à partir de 1962 : dân số không tính trùng |        |        |        |        |        |